# تشانغ آه-1
شونغ'ء-1 (صينية: 嫦娥一号، بينيين: Cháng'é Yī Hào، إنجليزية: Chang'e 1) هي مركبة فضاء قمرية غير مأهولة في شكل مسبار مداري آلي، وقد تم إطلاقها في 24 أكتوبر 2007 من مركز كسيشونغ لإطلاق الأقمار في مقاطعة سيشيوان في غرب الصين. تعد هذه المهمة المرحلة الأولى للبرنامج الصيني لاكتشاف القمر (المعروف اختصارا بـ CLEP)، وستدوم لمدة سنة ابتداء من تموضع المسبار على مدار القمر في 5 نوفمبر 2007.
سميت هذه المركبة الفضائية على اسم آلهة القمر الصينية، تشانغ.

## وصلات خارجية
- الموقع الرسمي للبرنامج الصيني لاكتشاف القمر نسخة محفوظة 2 أكتوبر 2011 على موقع واي باك مشين. (CLEP) - وصل لهذا المسار في 25 أكتوبر 2007.